# Болдово
Бо́лдово (рос. Болдово, ерз. Болду) — село у складі Рузаєвського району Мордовії, Росія. Адміністративний центр Болдовського сільського поселення.

## Населення
Населення — 634 особи (2010; 674 у 2002).
Національний склад (станом на 2002 рік):
- мокшани — 79 %